# Société d’Etude et de Fabrication d’Automobiles de Course
Die Société d’Etude et de Fabrication d’Automobiles de Course (deutsch: Gesellschaft zur Erprobung und Fabrikation von Rennfahrzeugen), kurz SEFAC, war eine 1934 in Frankreich gegründete, staatliche Firma, die einen nationalen Rennwagen entwickelte.

## Geschichte
Nachdem die nach der neuen 750-kg-Formel ausgetragene Grand-Prix-Saison 1934 von den deutschen Silberpfeile-Rennwagen von Auto Union und Daimler-Benz dominiert wurde, entschloss sich der französische Staat zur Gründung der SEFAC, die einen konkurrenzfähigen, nationalen Rennwagen hervorbringen sollte.
Finanziert wurde die SEFAC durch das ebenfalls neu ins Leben gerufene Comité de la souscription nationale pour le fonds de course(deutsch: Nationales Spendenkomitee für Rennkapital), das durch den Verkauf von Abzeichen und Einwerbung von Spenden die Mittel für den Bau des Rennwagens auftreiben sollte.
Eine kleine Entwicklungsmannschaft um den früheren Salmson-Konstrukteuer Emile Petit entwickelte unter enormen Zeitdruck den Monoposto-Rennwagen, der zum Großen Preis von Frankreich 1935 startbereit sein sollte. Beim bereits im März 1934 vorgestellten Konzept fiel vor allem die ungewöhnliche Motorbauweise an: Zwei nebeneinander stehende Vierzylinder bildeten einen U8-Motor, der mit desmodromischer Ventilsteuerung sowie Kompressoraufladung aufwartete und aus 2,8 Liter Hubraum 240 PS entwickeln sollte.
Bei seiner Premiere erwies sich der Wagen jedoch als zu schwer, schlecht fahrbar und verfügte im Vergleich zu den Silberpfeilen über keine konkurrenzfähigen Leistungsdaten, weshalb er bereits vor dem Rennen zurückgezogen wurde.
Nach Streitigkeiten um die Aufteilung der Spendenmittel auf die französischen Hersteller, bei denen die SEFAC in den Folgejahren nur geringe Beträge erhielt, sollte der Wagen mit überarbeiteter Auslegung erneut zur Grand-Prix-Europameisterschaft 1938 antreten, nahm jedoch nur am Großen Preis von Frankreich 1938 teil, wo Eugène Chaboud vom 8. Startplatz wegen eines Mechanikdefekts das Rennen nicht beenden konnte.
Nachdem der Wagen auch beim nicht zur Europameisterschaft zählenden Grand Prix de Pau 1939 unter Jean Trémoulet erfolglos geblieben war, wurde er nach dem Krieg von dem elsässischen Industriellen Jean de Dommartin erworben, der ihn von Petite überarbeiten ließ und unter der Bezeichnung Dommartin E.P. 88 ebenfalls ohne nennenswerte Erfolge bei mehreren Grand-Prix-Rennen einsetzte.